# تصريف المناجم الحمضي
تصريف المناجم الحمضي  (AMD) هو تدفق المياه الحمضية من (عادة ما تكون مهجورة) مناجم المعادن أو مناجم الفحم. ومع ذلك، ومناطق أخرى حيث تم عمليات تكسير للأرض (مثل مواقع البناء، وفروعها، وممرات النقل، وما إلى ذلك) قد تساهم أيضا في تصريف حمضي للصخور إلى البيئة. يمكن أن يكون في الكثير من المواقع السائل المستنزف من مخزون الفحم، والمرافق لمعالجة الفحم الحجري، وغسيل الفحم، وحتى نفايات الفحم يمكن أن يكون ذو درجة حموضة عالية، وأنه في مثل هذه الحالات يتم معالجته على أنه تصريف حمضي للصخور. يحدث التصريف الحمضي للصخر بشكل طبيعي داخل بعض البيئات كجزء من عملية تجوية الصخور ولكن مما يزيد من تفاقم هذه العملية التغيرات الواسعة النطاق في الأرض المميزة لعملية التعدين وغيرها من أنشطة التشييد الكبيرة، وعادة ما تكون داخل الصخور التي تحتوي على وفرة من كبريتات المعادن.

## طريقة التكون
إن عملية التعدين السطحي الجزئي غالبا ما تتقدم إلى ما دون منسوب المياه الجوفية. لذلك يجب أن تتم عملية ضخ مستمر للمياه لمنع حدوث فياضانات في المنجم. يتوقف ضخ هذه المياه عند هجر المنجم وبالتالي فإن المنجم يمتلأ بالمياه. وهذه المياه هي الخطوة اللأولى في معظم حالات التسرب الحمضي للصخور. ويمكن أيضا أكوام النفايات أو البرك أن تكون مصدرا لتصريف الحمضي للصخور.
بعد التعرض للهواء والماء، ووجود وأكسيد كبريتات المعادن (البايرايت في كثير من الأحيان، وهو كبريت الحديد) داخل الصخور المحيطة بها، تتولد الحموضة.تقوم مستعمرات من البكتيريا والعتائق بتعجيل تحلل أيونات المعادن. تدعى هذه الميكروبات بإكستريموفيلز، وهي قادرة على البقاء على قيد الحياة في ظروف قاسية. ومن المعلوم أن هذه العملية تحدث بشكل طبيعي في الصخر، ولكن محدودية المياه والأوكسجين يجعلها محدودة نسبيا. وان هذا النوع من البكتريا معروف باسم acidophiles أو محبة للحموضة تفضل مستويات منخفضة جدا من أس هيدروجيني وهي متواجدة في المناجم المهجورة.

## كيمياء التكون
إن كيمياء أكسدة البايرايت، وإنتاج الأيونات الحديد وأيونات الحديدي في وقت لاحق، معقدة جدا، وهذا التعقيد إلى حد كبير يحول دون تصميم خيارات العلاج الفعال.
على الرغم من أن مجموعة من العمليات الكيميائية تسهم في التصريف الحمضي للمناجم، إلا أن أكسدة البايرايت هود أكبر مساهم. والمعادلة العامة لهذه العملية:
2FeS2(s) + 7O2(g) + 2H2O(l) → 2Fe2+(aq) + 4SO42-(aq) + 4H+(aq)
ثم تتم الأكسدة
4Fe2+(aq) + O2(g) + 4H+(aq) → 4Fe3+(aq) + 2H2O(l)
هذين التفاعلين، يمكن أن يحدثا من تلقاء نفسه أو يمكن أن يحفزهنا الكائنات الحية الدقيقة التي تستمد الطاقة من تفاعل الأكسدة. الحديد الحديدي المنتجة ويمكن أيضا أكسدة البايرايت إضافية.
FeS2(s) + 14Fe3+(aq) + 8H2O(l) → 15Fe2+(aq) + 2SO42-(aq) + 16H+(aq)
الأثر الصافي لهذا التفاعل، هو تحرير H+ مما يقلل من درجة الحموضة ويحافظ على الذوبان من أيون الحديديك.

## الآثار

### الآثار على درجة الحموضة
تصل درجة الحرارة في بعض أنظمة صرف الحمض للمناجم إلى 47 درجة مئوية ودرجة الحموضة ويمكن أن تتدنى هذه النسبة -3.6.
ويمكن أن تزدهر الكائنات المسببة لتصريف المناجم الحمضي في المياه مع أس هيدروجيني قريبة جدا من الصفر. الأس الهيدروجيني السلبي يحدث عندما يتبخر الماء من برك الحمضية مما يؤدي إلى زيادة تركيز أيونات الهيدروجين.
ما يقرب من نصف عمليات التصريف في منجم للفحم في ولاية بنسلفانيا الأس الهيدروجيني أقل من 5.
تصريف المناجم الحمضي في الآونة الأخيرة يشكل عائقا أمام الانتهاء من تشييد الطريق السريع 99 بالقرب من كلية الولاية في ولاية بنسلفانيا، ولكن هذا الحمض الصخري الصرف لم يأت من منجم : صخرة pyritic اكتشف خلال قطع الطريق.

### الولد الأصفر
عند تسرب الحموض من المناجم تكون PH مساوية حوالي 3. وعند اختلاطها بالمياه النقية أو المياه المحيدة من المنجم تذوب ايونات الحديدي لتشكل هيدروكسيد الحديدي مترسبة مشكلة مادة صفراء برتقالية تدعى الولد الأصفر. ومن الممكن أن تتشكل ترسبات أخرى متضمنة أكسيد الحديد وأكسيهيدروكسيد. جميع هذه الرواسب يمكن أن تلون المياه والنباتات والحيونات التي تشرب منه

### المعادن النادرة وتلوث أنصاف المعادن
تحوي العديد من الصخور الحامضية على كميات من المعادن السامة كالنحاس والنيكل مع كميات أقل من معادن نادرة وأنصاف معادن كالألمنيوم والزرنيخ والرصاص والمنغنيز

## المعالجة

### الرقابة
يوجد في المملكة المتحدة، تصريفات عديدة من المناجم المهجورة معفاة من الرقابة التنظيمية. تعمل في مثل هذه الحالات وكالة البيئة مع الشركاء وقدمت بعض الحلول المبتكرة، مثل الأراضي الرطبة مثل التي شيدت على نهر بلينا.
على الرغم من التصريف الحمضي للمناجم العميقة هو أكثر منتج للحموض إلا أنه في الآونة الأخيرة بعض المناجم السطحية المستصلحة قد أنتجت ايه ار دى ARD وقد أدت إلى تدهور الأرض والماء والموارد المائية السطحية. حمضية المياه المنتجة في مناجم نشط يتعين تحييدها لتحقيق درجة الحموضة 6-9 قبل تفريغها من موقع المنجم إلى أي تدفق مائي.

### الطرق

#### التبادل الشاردي
تجري عمليات التبادل الشاردب كعلاج محتمل لمياه الصرف الحمضية للمناجم.إن عملية مبادلات الشوارد لا تقوم فقط بإزالة المعادن الثقيلة السامة المحتملة من مياه المناجم، ولكن هناك أيضا إمكانية الحصول على الأرباح عن طريق استخراج المعادن ة استردادها. ومع ذلك، فإن تكلفة المواد الداخلة التبادل الأيوني مرتفعة مقارنة مع عائدات صغيرة نسبيا، فضلا عن عدم قدرة التكنولوجيا الحالية لكفاءة التعامل مع كميات هائلة من المناجم، ويجعل هذا الحل غير واقعي في الوقت الحاضر

#### التحييد الكربوني
يقصد بالتحييد بالتفاعل الكيميائي بين الحمض والأساس لإنتاج ماء وأملاح
يستحدم عموما الحجر الجيري أو غيرها في الطبقات الجيرية. رقائق الحجر الجيري قد تكون أدخلت إلى مواقع لخلق تأثير تحييد. حيث تم استخدام الحجر الجيري، مثل أعتمد في منتصف Rheidol في ويلز، والأثر الإيجابي كان أقل بكثير مما كان متوقعا نظرا لإنشاء طبقة من كبريتات الكالسيوم غير قابل للذوبان على رقائق الحجر الجيري حالت دون مزيد من التحييد